# Zoran Stefanovici
Zoran Stefanovici (în sârbă: Зоран Стефановић/Zoran Stefanović) (născut în Loznița, Serbia, 21 noiembrie 1969) este scriitor sârb, editor și activist cultural international. A debutat în teatru și film în 1987. A absolvit în 1994 Facultatea de Arta Dramatica (Universitatea de Arte din Belgrad). Locuiește în Belgrad.
Este președintele Asociației Dramaturgilor din Serbia (2022). 

## Scrieri
O parte importantă a scrierilor sale aparține genului science-fiction și fantasy - în teatru ("Slovenski Orfej/Orfeul Slav", "Skaska o kosmičkom jajetu/Fabula oului cosmic"), benzi desenate și nuvele ilustrate ( "Treći argument/Al treilea argument" bazat pe nuvelele lui Milorad Pavić, "Pod vučjim žigom/Sub pecetea lupului), romane ("Preko Drine, sa iskrom u oku/Peste Râul Drina, cu o scânteie în ochi", "Vreme buke i besa/Vremea zgomotului și a furiei"), precum și film-televiziune ("Uske staze/Cărări înguste").
Altă parte a scrierilor face parte din genul documentar cum este proiectul de serial TV "Janusovo lice istorije/Ianus - Fața istoriei", sau de film "Životi Koste Hakmana/Viața lui Kosta Hakman" și "Muzika tišine/Muzica tăcerii".
Lucrarile sale au fost traduse în macedoneană, română, slovenă, engleză, franceză și poloneză.

## Activitățile culturale
Este fondator al mai multor rețele internaționale culturale: "Projekat Rastko/Proiectul Rastko" (rețea de biblioteci digitale), "Distributed Proofreaders Europe" (digitizare internațională), "Proiectul Gutenberg Europa" (versiune Beta, biblioteca publică digitală), precum și proiecte similare în domenii de editare, digitizare și lexicografie.
Nelimitându-se la Internet, este activ în numeroase proiecte culturale, științifice și editoriale în Europa și Asia începând din 1993, în special în țările din fosta Iugoslavie, România, Bulgaria, Grecia, Ucraina, Rusia, Polonia etc, incluzând conservarea culturilor minoritare și tribale din Eurasia, precum și în inițiativa "Balkan Cultural Network" (împreună cu omul de cultură grec și producător muzical Nikos Valkanos și a altor colegi din Balcani).
Este un puternic avocat al surselor libere și al cunoașterii "fundațiilor civilizatoare ale fiecărei societăți umane". Este susținător și dezvoltator activ al mai multor proiecte regionale Wikipedia, în special în Europa de Est.

## Premii si recunoaștere
Ca un scriitor, dramaturg și scenarist, a fost premiat și nominalizat de zeci de ori la nivel național și internațional, inclusiv la Berlin "Prix Europa" și la Roma "Prix Italia".
Meritele sale în diverse proiecte culturale au fost recunoscute în repetate rânduri la nivel internațional, fiind nominalizat inclusiv pentru "United Nations World Summit Award", de trei ori pentru Premiul Societății Informatice din Serbia și de zece ori "YU Web Top 50" (acum "SR Web").